# Eduard Gerecke

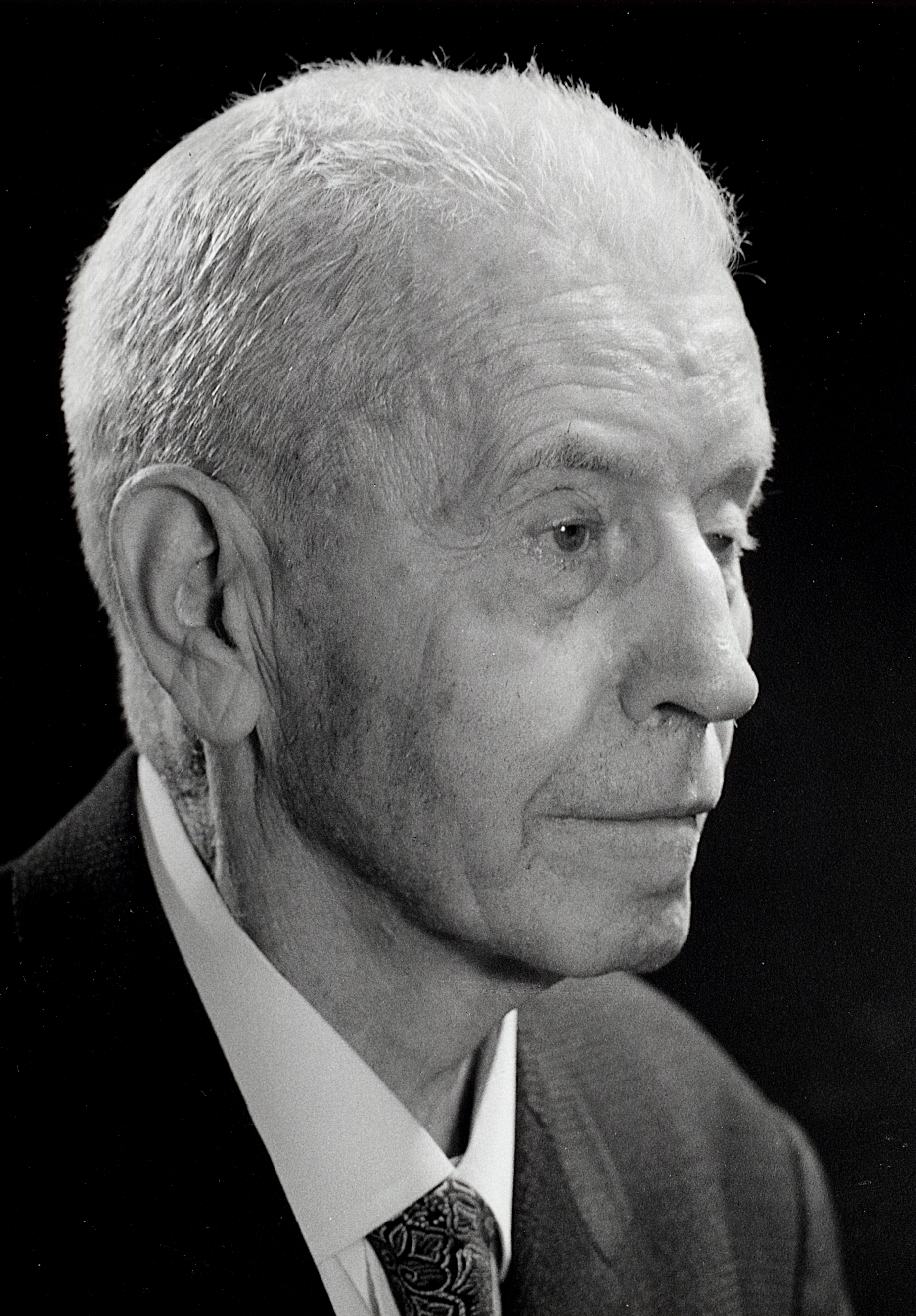
Eduard Gerecke (ca. 1970)

Eduard Gerecke (* 28. Mai 1898 in Zürich; † 28. April 1983 in Zollikon, ZH) war ein Schweizer Elektroingenieur und Hochschullehrer.

## Leben
Eduard Gerecke besuchte in Zürich die Oberrealschule und studierte daraufhin Elektrotechnik an der ETH Zürich von 1917 bis 1922. Seine erste Berufstätigkeit übte er bei Brown, Boveri & Cie. aus. Dann führte er ab 1925 zusammen mit Walter Dällenbach ein eigenes Studienbüro. Während dieser Zeit entwickelten sie einen pumpenlosen Quecksilberdampf-Gleichrichter. Gerecke wurde als einer der Pioniere von Gleichrichtern gepriesen. Mit den Pintsch-Werken in Berlin und der Firma Sécheron SA in Genf wurde dieser Typ von Gleichrichter zur Serienreife gebracht. Gerecke wurde 1948 Privatdozent an der ETH Zürich, anschliessend 1952 ordentlicher Professor für Allgemeine Elektrotechnik an derselben Hochschule. Daraufhin hielt er zusätzlich Vorlesungen über industrielle Elektronik und Automatik. Durch seine langjährige Industriepraxis und Begabung als Lehrer wurden seine Vorlesungen von Studenten sehr geschätzt. Zusammen mit André A. Jaecklin war er einer der Verfechter der Einführung von Nachdiplomstudien an der ETHZ.

## Mitgliedschaften
- Mitgründer und Präsident der Schweizerischen Gesellschaft für Automatik[2]
- International Federation of Automatic Control (IFAC), Executive Counsel, President[1]

## Ehrungen
- Die Technische Hochschule Darmstadt verlieh ihm die Ehrendoktorwürde (Dr. Ing. h. c.)[1]
- Ehrenmitglied Schweizerischer Elektrotechnischer Verein (SEV).[2]